# Polônia nos Jogos Paralímpicos de Verão de 1972
Polônia participou dos Jogos Paralímpicos de Verão de 1972, que foram realizados na cidade de Heidelberga, na então Alemanha Ocidental (1949–1990), entre os dias 2 e 11 de agosto de 1972.
A delegação não conquistou nenhuma medalha.